# Luis Bustamante Belaúnde
Luis José María Bustamante Belaunde (Arequipa, 27 de junio de 1944) es un abogado y académico peruano. Fue senador de la República durante el periodo 1990-1992 y el primer rector de la Universidad Peruana de Ciencias Aplicadas, ubicada en la ciudad de Lima.

## Biografía
Nació en la ciudad de Arequipa, el 27 de junio de 1944. Es hijo de José María Bustamante y Rivero y de Rosa Belaunde Harmsen. 
Licenciado en Derecho por la Universidad Complutense de Madrid y abogado por la Universidad Nacional de San Agustín, Arequipa. Fue profesor principal del Departamento de Ciencias Sociales y Políticas, director del Centro de Investigación, director de Planificación y decano de la Facultad de Administración y Contabilidad en la Universidad del Pacífico.
Es autor del libro La nueva universidad (1998).  Asimismo, es autor de El gobierno regional y coautor de otras quince obras. Tiene en su haber numerosos trabajos y artículos publicados en el Perú y el extranjero en las áreas de la educación superior, de la estructura y las funciones del Estado, de la descentralización política y administrativa, así como de las instituciones políticas y democráticas.
Se ha desempeñado como consultor internacional y conferencista en diversos países como Canadá, Argentina, Estados Unidos, Costa Rica, México, Brasil, Chile, Paraguay, Colombia, España, Portugal, Venezuela, Alemania y Guatemala.
Luis Bustamante fue rector de la Universidad Peruana de Ciencias Aplicadas (UPC) durante más de 15 años, hasta el 31 de octubre de 2010, cuando entregó el cargo en una ceremonia del 9 de noviembre de 2010, en la que fue reconocido como rector emérito. 
Posteriormente (2014) asumió la presidencia ejecutiva de la Asociación para el Progreso de la Dirección (APD) en el Perú. También fue miembro y presidente del Consejo Superior de Arbitraje de la Cámara de Comercio de Lima.

## Carrera política
Fue fundador del Movimiento Libertad, junto a Mario Vargas Llosa, a fines de la década de 1980. Tuvo a su cargo la responsabilidad de la elaboración del plan de gobierno que sustentó la plataforma de la candidatura de Vargas Llosa a la presidencia del Perú para las elecciones generales del año 1990. Bustamante participó también como candidato al Congreso y fue elegido senador por el Movimiento Libertad, integrante de la alianza Frente Democrático, para el periodo parlamentario 1990-1995. Sin embargo el 5 de abril de 1992, su cargo parlamentario fue disuelto por el autogolpe de estado decretado por el entonces presidente Alberto Fujimori. Por el golpe de Estado, Bustamante fue un opositor al régimen fujimorista hasta su caída en el año 2000.
Bustamante sucedió a Mario Vargas Llosa como presidente del Movimiento Libertad, hasta su disolución en septiembre del año 1993.
Fue fundador y primer presidente del Consejo Directivo de la Asociación Peruana para el Fomento de las Ciencias Sociales, del Centro de Estudios Parlamentarios, del Instituto del Ciudadano y de la Federación de Instituciones Privadas de Educación Superior (FIPES).
Ha sido consultor del Banco Interamericano de Desarrollo (BID) y de la Corporación Interamericana de Inversiones.

## Premios y distinciones
En el 2002 recibió el Premio IPAE, que IPAE - Acción Empresarial otorga anualmente a una persona por su destacado desempeño en el ámbito empresarial, por su labor como empresario en el Perú y su participación como tal en el campo educativo.
Es profesor visitante de la Universidad Francisco Marroquín, de Guatemala, y profesor honorario de la Universidad Nacional de San Agustín y de la Universidad Católica de Santa María de Arequipa, entre otras.